# Полищук, Василий Валерьевич
Василий Валерьевич Полищук (укр. Василь Валерійович Поліщук, позывной — Газон; 25 августа 1995, Старый Иржавец — 27 августа 2022, Изюм) — украинский военнослужащий, младший сержант, участник российско-украинской войны. Герой Украины (2023, посмертно).

## Биография
Родился в селе Старый Иржавец Оржицкой общины на Полтавщине. После окончания школы в 2013 году поступил в Лубенский лесотехнический колледж, но оставил учёбу, чтобы присоединиться к Революции Достоинства в Киеве. После Майдана прошёл 40-дневные курсы и вступил в батальон «Днепр-1», а затем стал боевым медиком в полку «Азов». В 2016 году у него родился сын. 7 сентября 2017 года получил тяжёлое ранение: осколок повредил лёгкое, половину которого удалили. Отказавшись от инвалидности, в 2018 году вернулся на службу в 30-ю отдельную механизированную бригаду. Там познакомился со своей второй женой Ольгой, офицером той же бригады.
27 августа 2022 года Василий Полищук погиб в бою под Изюмом Харьковской области. Он был похоронен 1 сентября в родном селе Старый Иржавец. 

## Награды
- Звание «Герой Украины» с удостоением ордена «Золотая Звезда» (29 сентября 2023, посмертно) — за личное мужество и героизм, проявленные в защите государственного суверенитета и территориальной целостности Украины, верность военной присяге[5].